# Малый Кизил
Малый Кизил (баш. Кесе Ҡыҙыл) — река в России, протекает в Республике Башкортостан, Челябинской области. Устье реки находится в 2172 км по правому берегу реки Урал. Длина реки составляет 113 км.
Исток Малого Кизила располагается рядом с истоком Большого Кизила в Абзелиловском районе. Близлежащее селение: Салават-совхоз.

## Притоки
- 18 км: Сухая
- 21 км: Кирса
- 31 км: Тайсара
- 49 км: Бизгинды
- 57 км: Юкали
- 74 км: Магау
- 75 км: Кулсугады
- 81 км: Урды

## Данные водного реестра
По данным государственного водного реестра России относится к Уральскому бассейновому округу, водохозяйственный участок реки Урал от Верхнеуральского гидроузла до Магнитогорского гидроузла. Речной бассейн реки Урал (российская часть бассейна).
Код объекта в государственном водном реестре — 12010000212112200001657.

## Мосты

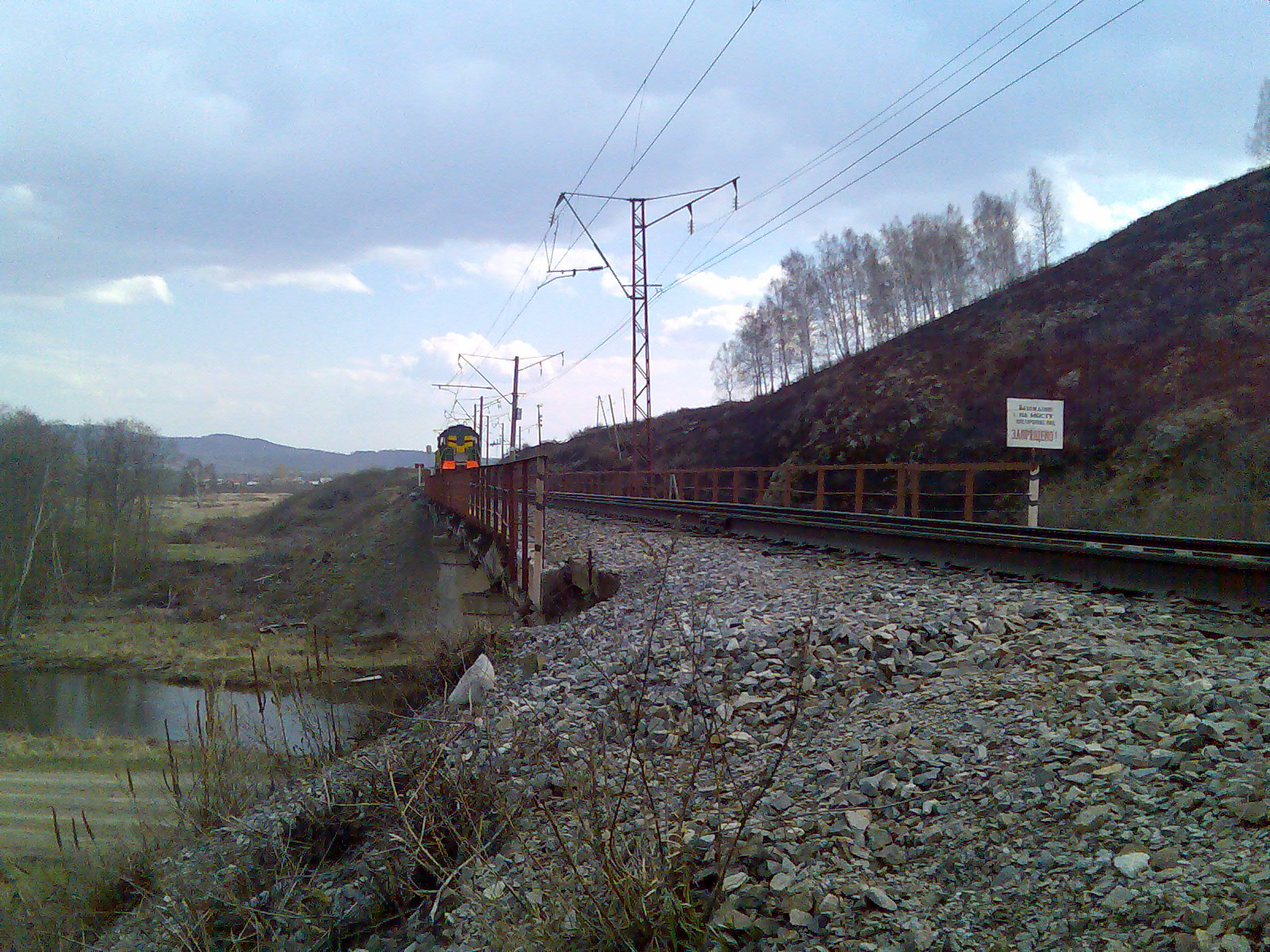
Мост через реку Малый Кизил. На заднем плане деревня Муракаево.